# Wiener Blut (Lied)
Wiener Blut (auch Wiener Blut – Die Medizin) ist ein Songtitel des österreichischen Musikers Falco. Er erschien im August 1988 als Singleauskopplung aus seinem fünften Studioalbum Wiener Blut, das im selben Jahr auf den Markt kam.

## Veröffentlichung
Die Teldec Schallplatten GmbH veröffentlichte den Titel im August 1988 als 7-Zoll-Single. WEA brachte die Single für den europäischen Markt heraus.

## B-Seite
Die B-Seite der Single enthält den Titel Tricks (3:52 min), der auf dem Album Titel 4 der Seite 1 ist.

## Text und Musik
Für den Text zeichneten Rob & Ferdi Bolland und Falco verantwortlich. Die Musik stammt von Rob & Ferdi Bolland.
Teile des im Wiener Dialekt geschriebenen und gesungenen Text werden auf dem Cover der Single bzw. auf der Innenhülle der Langspielplatte auf hochdeutsch erläutert; dort finden sich elf Erklärungen zum Text. Laut Sprachwissenschaftler Peter Ernst handele es sich dabei um einen „stilisierten Dialektgebrauch bis zum Exzess“, Falco verwende eine „Kunstsprache“.
Zu hören ist auch Jazz Gitti mit dem kurzen Beitrag „Ist die tot?“. Falco kannte Jazz Gitti aus seiner Zeit bei Drahdiwaberl.
Ähnlich wie The Sound of Musik im Jahr 1986, spielt auch der Titel Wiener Blut mit historischen Bezügen. Die gleichnamige Operette von Johann Strauss machte den Ausdruck zum geflügelten Wort. Im Song geht es um einen speziellen Wiener Umgang mit Gewalt, Prostitution und Verbrechen sowohl in der Unterwelt als auch in der lokalen Wirtschaft und Politik, dabei wird der Club 45 explizit erwähnt. Udo Proksch, der Gründer des Clubs, hatte in der Lucona-Affäre im Jahr vor Erscheinen des Songs Österreich in einen Politskandal gestürzt.

## Cover und Plattengestaltung
Die Vorderseite des Covers zeigt Falco im Porträt, er trägt eine Pilotenbrille mit dunklen Gläsern. In Rot sind die Schriftzüge FALCO und, kleiner, WIENER BLUT sowie ein Ornament mit einer barbusigen Frau.
Auf der in Schwarz gehaltenen Rückseite ist der Songtext von Wiener Blut inklusive hochdeutscher Interpretation einiger Textstellen abgedruckt, zudem die Tourneedaten.

## Titelversionen
Auf dem Plattencover der 12-Zoll-Maxi-Single sowie auf der Innenhülle des Albums wird der Titel als Wiener Blut – Die Medizin aufgeführt. Hierbei handelt es sich allerdings um dieselbe Version.
Während die Single, die auch die Albumversion ist, eine Spieldauer von 3:31 min aufweist, hat die Maxi-Version eine Länge von 7:20 min. 7-Zoll-Singles wurden in Österreich bei GiG Records, in Deutschland bei TELDEC und in Spanien bei WEA veröffentlicht. Eine 12-Zoll-Promo-Version veröffentlichte Sire in den Vereinigten Staaten.
Ein 12-Zoll-Remix wurde 1988 veröffentlicht. Auf ihm werden zahlreiche Samples verwendet, sowohl aus Fernsehserien (Star Trek, Mr. Ed, Adventures of Superman), aber auch ein Sample aus Falcos Salieri-Version von Rock me Amadeus. Eine andere Version wurde auf der LP The Remix Hit Collection veröffentlicht, Produzenten waren die Bingoboys.

## Musikvideo
Das Musikvideo wurde von Rudi Dolezal und Hannes Rossacher produziert.
Man sieht zwölf an einem weißen Tisch sitzende, mit goldenen Flügeln versehene, weiß gekleidete Engel, die rot gefärbt werden, als von oben ein Schwall Blut auf den Tisch vor ihnen geschüttet wird. Falco, mit Zweispitz und Uniform gekleidet wie Napoleon, läuft in eine Gefängnisszenerie, vorbei an Polizistinnen mit Miniröcken und Schlagstöcken. Ins Bild kommt Sugar B., der auch den ersten Teil des Textes singt. An einem Spieltisch im Innenhof sitzen mehrere Männer, darunter Falco; am Tisch stehend sind ein paar Frauen zu sehen. Die Männer tragen teils Business-Kleidung, teils Sträflingskleidung. Als Falco den vergitterten Innenraum verlässt, wird er von Journalisten begleitet, fünf Männer tanzen. Falco wird in einer Limousine auf einen Hof gefahren, auf dem er wiederum sowohl Manager als auch Verbrecher trifft, andere Menschen (dabei wieder Sugar B.), gekleidet mit Jacken und Mützen aus Billa-Einkaufstüten, tanzen. Dabei wird ein Koffer voll Geld übergeben. Die nächste Szenerie zeigt den an einem Rednerpult stehenden Falco, Fahnen und Bänder in den Farben rot und weiß umgeben ihn. Anschließend steht Falco, wieder wie Napoleon gekleidet, erneut im Gefängnis, auf dem Spieltisch liegt ein toter Matrose, an dessen Zeh ein Zettel mit der Aufschrift „Wiener Blut“. In der nächsten Szene durchschneidet Falco auf einer Baustelle ein rot-weißes Band, danach ist er in einem Park zusammen mit einer Frau (seiner Ehefrau Isabella Vitkovic) und einem kleinen Mädchen (Vitkovic' Tochter). Während Falco in der nächsten Einstellung ein Orden angeheftet wird, laden Männer Geldbündel in die hinter Falco stehende Limousine, auch hier ist Falco wieder umgeben von Journalisten. Das Video endet mit der Eingangsszene, die rückwärts läuft und die Engel am Ende wieder weiß gekleidet am Tisch zeigt.
Im Auto sitzend, liest Falco eine Zeitung mit dem Titel „Wiener Blut“ und der Schlagzeile „Da Professor geht ham!“; diese Worte kommen auch in einer Strophe des Songs vor.
Der tote Matrose kann als Bezugnahme auf die Versenkung der Lucona gedeutet werden, bei der sechs Menschen, darunter vier Matrosen, aufgrund der Machenschaften eines gut vernetzten Österreichers starben.

## Chartplatzierungen
| 1988 | Wiener Blut | 4 | 9 | 24 |